# Peperomia teysmanni
Peperomia teysmanni är en pepparväxtart som beskrevs av C. Dc.. Peperomia teysmanni ingår i släktet peperomior, och familjen pepparväxter. Inga underarter finns listade i Catalogue of Life.